# 금희야
금희야(1964년 9월 8일 ~ )는 대한민국의 가수이다.

## 음반
- 2015년 거짓 사랑 / 그 인간이 가버렸어요
- 2015년 아이스케키 / 거짓 사랑

## 수상
- 2015년 제24회 한국가요 창작인 공로대상 신인가수상
- 2015년 제3회 국제평화언론대상 예술발전공헌대상